# Perithemis capixaba
Perithemis capixaba är en trollsländeart som beskrevs av Costa, Souza och Muzon 2006. Perithemis capixaba ingår i släktet Perithemis och familjen segeltrollsländor. Inga underarter finns listade i Catalogue of Life.